# William Dean Howells
William Dean Howells (n. 1 martie 1837 - d. 11 mai 1920) a fost un scriitor și critic literar american.
A scris romane sociale de atitudine umanitaristă, prezentând capitalismul nord-american de la sfârșitul secolului al XIX-lea.
A acordat importanță dialogului și descrierii realiste a caracterelor.

## Scrieri
- 1873: Cunoștință întâmplătoare ("A Chance Acquaintance")
- 1882: O instanță modernă ("A Modern Instance")
- 1883: Annie Killburn
- 1885: Ascensiunea lui Silas Lapham ("The Rise of Silas Lapham")
- 1894: Un călător pentru Altruria ("A Traveller from Altruria").

Howells a fost fondator și colaborator al revistelor The Atlantic Monthly și Harper's Magazine.

## Vezi și
- Listă de dramaturgi americani
- Listă de piese de teatru americane